# Amanda Rollins
Pour les articles homonymes, voir Rollins.
 (mai 2024).
Si vous disposez d'ouvrages ou d'articles de référence ou si vous connaissez des sites web de qualité traitant du thème abordé ici, merci de compléter l'article en donnant les références utiles à sa vérifiabilité et en les liant à la section « Notes et références ».
Amanda Rollins est un personnage de fiction apparaissant dans la série télévisée New York, unité spéciale, interprété par l'actrice Kelli Giddish et doublé en version française par Anne Dolan.

## Biographie
Après avoir quitté Atlanta pour rejoindre New York et intégrer l'unité spéciale pour les victimes qui lutte contre les crimes sexuels, elle arrive dans l'unité en même temps que Nick Amaro au tout début de la saison 13, peu après le départ d'Elliot Stabler.
Elle trouve sa place dans l'équipe et devient la nouvelle équipière d'Odafin Tutuola, qui a tendance à veiller sur elle et vouloir la protéger. Même lorsque ce dernier apprend qu'elle a un problème de dépendance aux jeux, le capitaine Don Cragen et lui l'encouragent et l'aident à trouver un groupe de joueurs anonymes.
Plus tard, il est révélé qu'elle a une petite sœur, Kim, qui se fourre toujours dans des ennuis et appelle sa grande sœur à la rescousse. Dans l'épisode Légitime défiance, sa sœur cadette lui apprend être enceinte de Jeff, mais avoir rompu avec lui. Un soir, elle surprend ce dernier chez elle en train d'agresser sexuellement Kim et l'abat lorsque celui-ci brandit une arme. Elle est accusée de meurtre, mais grâce aux soutien et dévouement de ses collègues qui cherchent des preuves pour l'innocenter, il est finalement révélé que sa petite sœur a tout orchestré depuis le début.
Dans l'épisode Corde sensible (saison 15, épisode 9), elle a des rapports intimes avec Nate, son «parrain» de la réunion des alcooliques anonymes. Mais lorsque ce dernier est appelé à témoigner au procès de Lena Holson, meurtrière de Jin Firstin, elle apprend que celui-ci a couché avec Lena, il y a une semaine, et est sous le choc. À la suite de cette affaire, elle replonge dans sa dépendance aux jeux. Dans l'épisode Un pari risqué (saison 15, épisode 17), Sondra Vaughn, la compagne enceinte d'Anton Nadari, patron d'un club de paris clandestins, la fait chanter en lui demandant des services, pour rembourser la dette aux jeux qu'elle a perdu. Malheureusement, Nick, Fin et Olivia, inquiets à son sujet, finissent par découvrir les services que leur collègue a rendu à ses mafieux, et la nouvelle commandante de l'unité n'a d'autres choix que de la dénoncer aux fédéraux. Cependant, Declan Murphy, qui travaille pour la Brigade des Mœurs, infiltré dans la mafia depuis deux ans, finit par arrêter le couple d'escrocs et l'aide à réintégrer son unité.
Dans l'épisode C'est du passé (saison 16, épisode 10, on apprend les raisons pour lesquelles elle a quitté Atlanta : le chef député Patton l'a violée. À la suite de cette révélation, Olivia l'oblige à aller voir un thérapeute, mais elle refuse. Dans la saison 17, elle tombe enceinte. Dans Enquête parallèle (saison 17, épisode 5), on apprend que le père du bébé est le lieutenant Declan Murphy. Dans l'épisode Instincts maternels (saison 17, épisode 6), sa mère rentre à New York pour l'aider durant sa grossesse, mais elle découvre que sa petite sœur est revenue en ville (par le biais d'une caméra de surveillance), alors qu'un mandat d'arrêt est lancé contre elle. Elle tente de la convaincre de se rendre à la police, mais Kim refuse. Arrêtée plus tard par la police, la jeune femme plaide non coupable devant le tribunal, mais est incarcérée. Elle arrive bientôt au terme de sa grossesse, mais elle fait des malaises et se retrouve hospitalisée. À la fin de l'épisode Double peine (saison 17, épisode 9), elle a des contractions et au début de l'épisode suivant (Excès d'attention) (saison 17, épisode 10), sa fille est déjà venue au monde.
Kim revient dans la vie de sa sœur en obtenant sa liberté conditionnelle dans l'épisode Plus dure sera la chute (saison 18, épisode 4). Elle a l'intention de se racheter en l'aidant à s'occuper de sa fille. À la fin de l'épisode, Kim lui apprend qu'elle souffre de troubles bipolaires, qu'elle a commencé une thérapie, consulte régulièrement un psychiatre et prend un traitement. Dans l'épisode Corruption à tous les étages (saison 21, épisode 16), on apprend que Kim a finalement cessé son traitement et quitté New York. C'est lors de son retour, 3 ans plus tard au début de l'épisode, qu'elle fait une overdose dans une pizzeria. Elle est reconnue coupable de négligence envers son fils Mayson, qu'elle avait abandonné dans cette pizzeria. Amanda obtient ensuite la garde de son neveu. Dans ce même épisode, le père d'Amanda et Kim font une apparition furtive.
Elle quitte la série peu après le mariage avec Carisi, préférant désormais donner des cours dans une université. 